# Microbriza poimorpha
Microbriza es un género monotípico de plantas herbáceas perteneciente a la familia de las poáceas. Su única especie: Microbriza poimorpha, es originaria de Sudamérica.
Algunos autores lo consideran un sinónimo del género Briza.

## Descripción
Es una hierba perenne. Culmos de 50-70 cm de largo. Lígula una membrana eciliada. Láminas foliares filiformes, o lineales. La inflorescencia en forma de una panícula abierta con espiguillas solitarias. Espiguillas fértiles pediceladas. La espiguillas comprenden 2-3 flósculos fértiles, con una extensión raquilla estéril. Espiguillas orbiculares, lateralmente comprimidas, 1.5-2 mm de largo; rompiendo en la madurez; desarticulándose debajo de cada flósculo fértil, o por encima de las glumas pero no entre flósculos.   Glumas persistentes, alcanzando el ápice de los flósculos, más delgada que la lemma fértil.  

## Taxonomía
Briza poimorpha fue descrita por (J.Presl) Parodi ex Nicora & Rúgolo  y publicado en Darwiniana 23(1): 295. 1981.
Etimología
Microbriza: nombre genérico que se refiere a que es similar pero más pequeño que Briza.
poimorpha: epíteto
Sinonimia
- Microbriza poomorpha